# Ултрависока фреквенција
Ултрависока фреквенција (енгл. UHF, Ultra high frequency) представља распон електромагнетских таласа са фреквенцијама између 300 MHz и 3 GHz (3.000 MHz). Други називи су дециметарски банд или дециметарски талас јер су таласне дужине у распону од 1 до 10 дециметара (10cm до 1 метар). 
Радио- таласи са фреквенцијама изнад UHF распона спадају у SHF (Супервисока фреквенција) и EHF (Екстремно висока фреквенција) опсеге, а сви спадају у опсег микроталасних фреквенција. Нижи сигнали фреквенције спадају у VHF (Веома висока фреквенција) нижи бандови.

## Употреба
и  су најчешће коришћени фреквенцијски опсези за пренос телевизијских сигнала. 
Савремени мобилни телефони такође одашиљу и примају у оквиру UHF спектра. Најчешће користећи модулације уске фреквенције, UHF најшире користе агенције јавног сервиса за двострану радио комуникацију, с тим што су дигитални сервиси у порасту. Радио модеми уске фреквенције користе UHF и VHF фреквенције за далекосежну комуникацију података, на пример за надгледање и контролу мрежа које врше дистрибуцију енергије. До скора, постојало је јако мало радио преноса у овом опсегу; види Digital Audio Broadcasting за више детаља. GPS такође користи UHF.

## Карактеристике, предности и недостаци
Одашиљање и пријем ТВ и радио сигнала од тачке до тачке је подложно многим елементима: 
- Влажност ваздуха,
- сунчани ветар,
- физичке препреке као што су планине и зграде, као и
- доба дана,

имаће утицај на пренос сигнала и смањење пријема сигнала. Сви радио-таласи су делимично апсорбовани од стране атмосферске влаге. Атмосферско упијање смањује јачину радио-сигнала када су у питању велике раздаљине. Ефекат смањивања се повећава када се сигнал пребацује са VHF TV на UHF TV сигнал. UHF TV сигнали су у принципу више ослабљени влагом него нижи опсези као што су VHF TV сигнали. Радио-таласе рефлектују наелектрисане честице које се налазе у јоносфери, слоју Земљине атмосфере. Рефлектовање радио-таласа може бити корисно када је у питању одашиљање VHF TV сигнала на великим растојањима, зато што се талас изнова одбија од неба ка земљи, што значи да су VHF TV сигнали у предности а UHF TV сигнали немају користи од ове рефлексије. Главна предност UHF одашиљања је физички кратак талас који је добијен високом фреквенцијом. 
Величина антена за одашиљање и пријем је повезана са таласном дужином радио-таласа. UHF антена је кратка. Главни недостатак UHF сигнала је његов ограничени распон преноса и пријема, што се често назива линија видика или оптичка видљивост између антене одашиљача и антене пријемника, у супротности од веома дугачког распона преноса који има VHF. UHF се нашироко користи у двосмерним радио системима и бежичним телефонима чије су антене за одашиљање и пријем на малом растојању. Одашиљања произведена од стране двосмерних радио системима и бежичних телефона не путују довољно далеко да би се мешале са локалним одашиљањима. Велики број јавних комуникација за безбедност и пословање се руководе са UHF-ом. Цивилне апликације као што су GMRS, PMR446, UHF CB, и 802.11b ("WiFi") су популарне употребе UHF фреквенција.